# Megacyllene ebenina
Megacyllene ebenina là một loài bọ cánh cứng trong họ Cerambycidae.